# Mutual Tower
Der Mutual Tower ist ein Hochhaus an der Independence Avenue in Windhoek, der Hauptstadt Namibias. Es ist mit etwa 60 Metern das höchste Gebäude des Landes. Der Mutual Tower verfügt über 17 ober- und vier unterirdische Stockwerke. Das Bürogebäude wurde Ende der 2000er Jahre für 260 Millionen Namibia-Dollar errichtet und galt als das erste grüne Gebäude in Namibia.
Der Tower ist in Besitz des Versicherungsunternehmens Old Mutual.